# Frigg

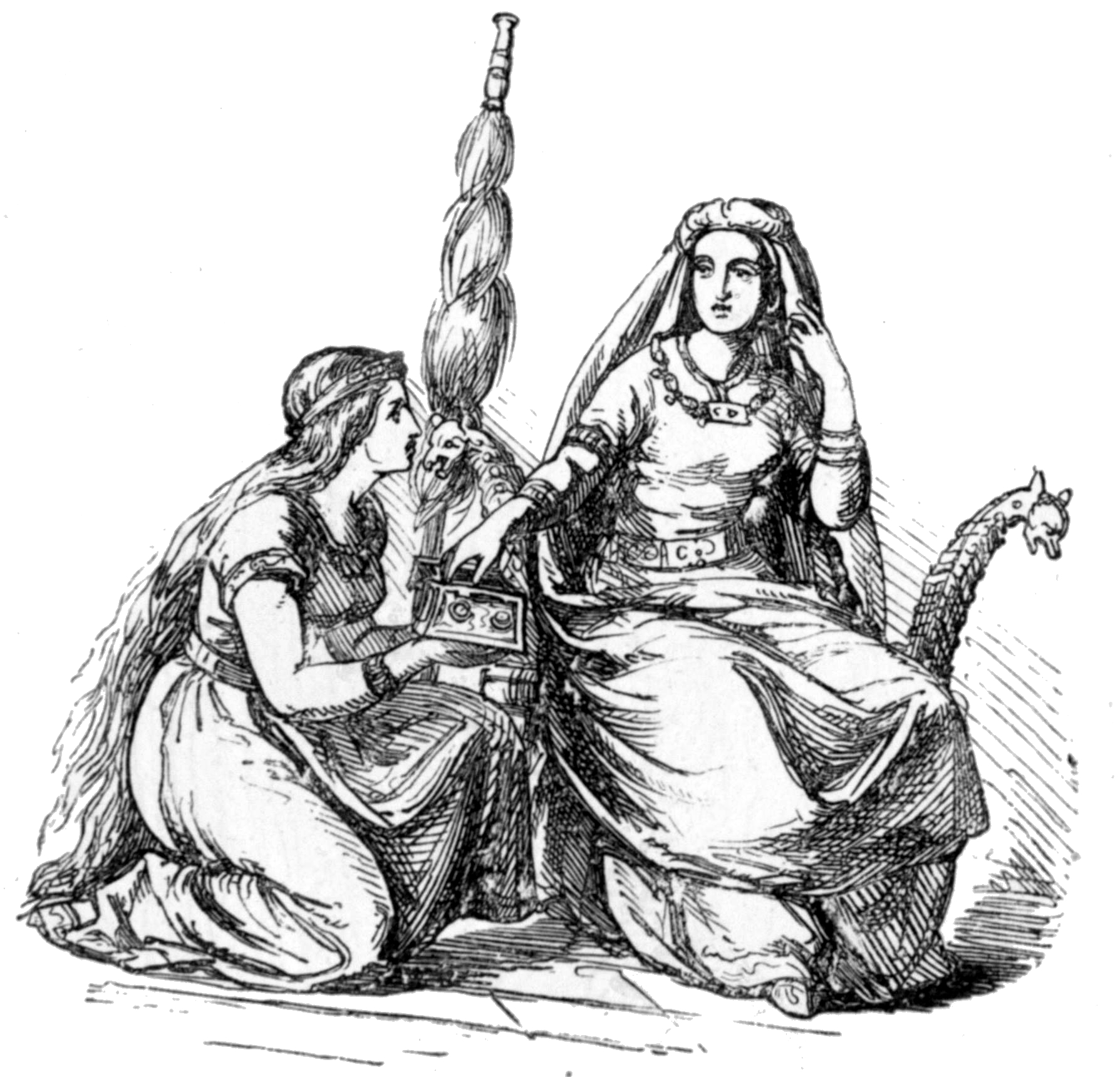
Una raffigurazione del XIX secolo di Frigg con l'ancella Fulla (1874)

Frigg o Frigga è una delle più rilevanti divinità nella mitologia norrena, celeste sposa di Odino, è anche chiamata "signora del cielo" o "signora degli dèi", appellativo degno della compagna del più importante degli Asi, e si dice che sia la più “saggia fra le dèe”. Frigg è la dea del matrimonio e della maternità. Nella mitologia norrena, Frigg appare principalmente come moglie e madre e si dice che abbia il potere della chiaroveggenza, e può vedere cose che sfuggono perfino al marito Odino, pur non rivelandole mai. Condivide con Odino il seggio di Hliðskjálf, e può, da lì, vedere tutto l'universo. Ha una splendida dimora a Fensalir, una delle regioni di Ásgarðr. I termini per indicare il venerdì nelle lingue germaniche derivano dal nome Frigg, ad esempio l'inglese Friday ed il tedesco Freitag.
I figli di Frigg, avuti tutti assieme ad Odino, sono Baldr, Hermóðr e Hǫðr, ed i suoi figliastri sono Þórr, Víðarr, Váli, e Skjǫldr. Si accompagna spesso con Eir, una dèa con abilità mediche, e le sue ancelle Hlín, Gná, e Fulla.
Nell'Edda Poetica, il Lokasenna 26, Frigg viene definita Fjǫrgyns mær ("donzella di Fjǫrgynn"). Nell'antica lingua norrena, mær significa sia “figlia” che “moglie”, quindi è difficile definire chiaramente se Fjǫrgynn è il padre di Frigg o, piuttosto, uno dei tanti nomi del marito, Odino, ma, a proposito di questo, Snorri Sturluson interpreta la parola mær sostenendo che Frigg sia la figlia di Fjǫrgynn (Skáldskaparmál 27), e molte delle più recenti traduzioni dell'Edda Poetica avallano la teoria di Snorri. Il significato originale della parola fjǫrgynn è “terra” (al femminile Fjǫrgyn), un possibile nomignolo di Jǫrð (la terra).

## Etimologia
L'origine e l'etimologia del termine Frigg sono riscontrabili in molte culture nordiche, sia in quelle scandinàve come nell'antico norvegese (genitivo Friggjar) oppure nella parola svedese fria ("candidata al matrimonio") o nell'islandese frjá ("amare")., sia nell'antico sassone Fri ("signora"), o nell'inglese Frig, oppure nel germanico Frijō. Inoltre, Frigg è una parola imparentata con il sanscrito, in cui appare la definizione prīyā́, che significa "moglie".

## Caratteristiche

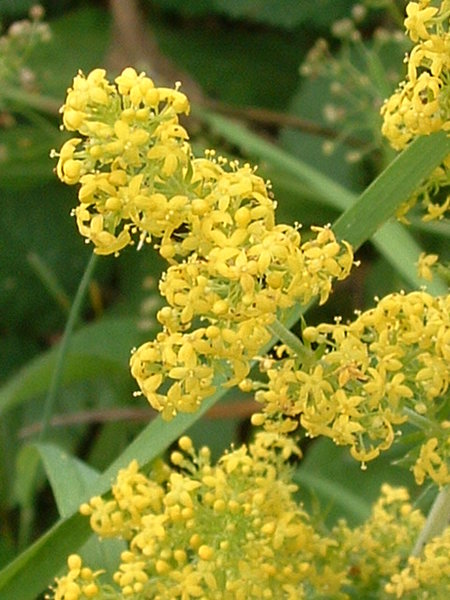
Caglio Zolfino (Galium Verum)

La costellazione della Cintura di Orione era conosciuta anche come il Filatoio di Frigg (Friggerock o Frejerock). Alcuni dicono che la costellazione si trovi nell'equatore celeste e che le stelle che ruotano nella notte fossero mosse dal filatoio di Frigg.
Il nome di Frigg significa “amore” o “amata” (Tedesco *frijjō, cf. Sanscrito priyā "donna cara") ed è conosciuto da molte delle culture nordeuropee, con tutte le variazioni linguistiche sulla pronuncia del nome: Friggja in svedese, Frīg (genitivo Frīge) in inglese, e Fricka nell'opera di Richard Wagner L'anello dei Nibelunghi. Le più moderne traduzioni hanno alterato il nome Frigg con Frigga, probabilmente per annullare la volgarizzazione inglese di frig. Pare che la "Frau Holle" del folklore tedesco sia in realtà Frigg.
Il palazzo di Frigg in Ásgarðr è il Fensalir, che significa "sale paludose". Questo forse perché le terre paludose erano considerate sacre alla dea. La dea Sága, che è stata descritta bere con Óðinn dalla sua coppa d'oro nella sua sala "Sunken Benches", potrebbe essere Frigg, con un nome differente.
Frigg è la protettrice delle spose e delle nascite ed il popolo scandinàvo era solito utilizzare la pianta Caglio zolfino (Galium verum) come un calmante, veniva chiamato Erba di Frigg.

## La morte di Baldr

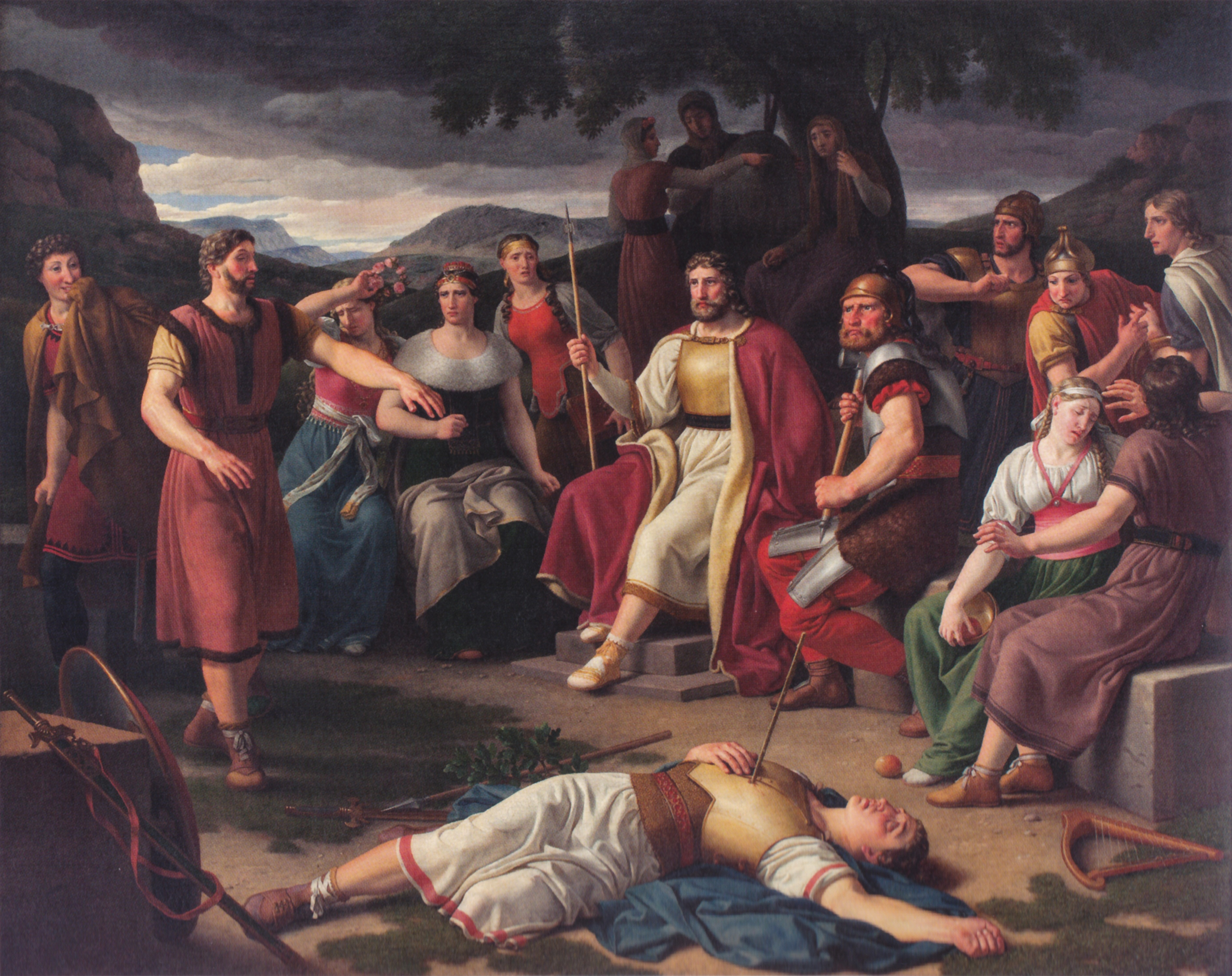
La morte di Baldr (1817) di Christoffer Wilhelm Eckersberg.

Frigg è dotata del dono della chiaroveggenza ed è a conoscenza di alcuni dettagli del presente e del futuro che sfuggono persino al marito. 
Frigg ricopre un ruolo principale nella 49ª sezione dell'Edda in Prosa, nel libro del Gylfaginning scritto da Snorri Sturluson, dove possiamo trovare una versione della morte di Baldr.
Si racconta che Baldr fece molti sogni sulla propria morte, e siccome era molto amato fra gli Æsir, dopo che lui ebbe raccontato loro i propri sogni, gli Asi si radunarono assieme per discutere su come avrebbero potuto salvargli la vita. Frigg, sua madre,  spinse tutti gli oggetti del creato (includendo malattie, veleni, elementi, animali, piante) a giurare di non nuocere mai alla vita del figlio, trascurando però una piccola pianticella di vischio.
Dopo che Frigg ottenne il giuramento da tutti gli oggetti del creato di non nuocere al figlio, gli Asi decisero di mettere alla prova l'invincibilità di Baldr, per gioco. Gli Asi dovevano colpire Baldr con ogni tipo di oggetto, lanciandoglielo contro e notarono che effettivamente niente poteva ferirlo.
Loki frustrato ed infastidito dall'invulnerabilità del dio tanto amato, si trasformò in un'ancella e fece visita a Frigg nelle sue sale in Fensalir. Qui, Frigg, chiese all'ancella se sapesse cosa fosse successo e la donna disse che gli Asi stavano colpendo Baldr con qualsiasi oggetto dannoso senza però fargli nulla. Frigg rispose che niente poteva ferire Baldr, perché lei stessa aveva chiesto a tutto il creato di non nuocergli.
L'ancella chiese allora se Frigg avesse fatto giurare proprio a tutti gli oggetti, e Frigg rivelò che:
"C'è una piccola pianta in un angolo di bosco, ad ovest del Valhalla. È chiamata vischio, e mi è sembrata troppo giovane perché potessi chiederle quel giuramento."
Dopo la rivelazione di Frigg, l'ancella scomparve immediatamente. Loki, quindi, si recò nel bosco dove per trovare il vischio e ne strappò un ramoscello, tornando poi da tutti gli altri Æsir.
Qui, il dio cieco Höðr, era stato lasciato in disparte, proprio perché non vedente, e Loki gli offrì il proprio aiuto per cercare qualcosa con cui colpire Baldr. Höðr prese il ramoscello di vischio dalle mani di Loki, seguì le sue indicazioni, e colpì Baldr. Il vischio colpì il dio al petto, ed egli cadde al suolo, morto. 
Senza parole, devastati dal dolore, gli dei non riuscirono a reagire in alcun modo a tale evento. Dopo che si furono ripresi dallo shock della morte di Baldr, Frigg chiese agli Asi chi, fra loro, volesse “ottenere tutto il suo amore e la sua grazia” viaggiando verso il regno di Hel, il regno delle anime. Chi si fosse fatto avanti, avrebbe offerto alla regina Hel un riscatto, in cambio dell'anima di Baldr, e del suo ritorno ad Asgard. Hermóðr accettò, e si mosse in sella a Sleipnir verso Hel.
Mentre Hermóðr cavalcava verso Hel, Frigg si occupava della cerimonia di cremazione assieme a Odino, Hugin e Munin, le Valchirie. Con loro c'erano numerosi altri dèi, e ci fu un grande funerale per Baldr. Dopo un lungo viaggio Hermóðr giunto in Hel, si incontrò con la regina Hel e pregò per il ritorno di Baldr a sua madre Frigg. Hel impose un'unica condizione al ritorno di Baldr: tutto il creato doveva essere d'accordo. Nanna, la moglie di Baldr (il cui cuore scoppiava di dolore nel vedere il marito in cima alla pila funeraria), diede ad Hermóðr dei doni per il suo ritorno in Asgard, con "molti altri doni". Solo due di questi sono menzionati: un bianco vestito di lino per Frigg, ed un anello d'oro per Fulla.
Gli Asi mandarono messaggi a tutto il creato, quindi, per assicurarsi il ritorno di Baldr promesso da Hell. Tutto il creato era d'accordo, eccezion fatta che per una gigantessa chiamata Þǫkk. Snorri scrive che “la gente crede che la gigantessa fosse in realtà Loki”. In seguito, nelle sezioni 50 e 51 si scrive che si verificarono una serie di eventi quando gli dèi si vendicarono di Loki punendolo per il suo affronto e per aver provocato la morte di Baldr, favorendo così l'insorgere del Ragnarǫk.
Nonostante il dono della chiaroveggenza, quindi, la dea aspetta fino al banchetto di Barley descritto nel Lokasenna per smascherare il dio Loki.

## Vili e Ve
La storia di Frigg e dei fratelli di Odino, Víli e Vé, è stata tramandata in un breve racconto. Nella Saga di Ynglinga di Snorri Sturluson la parte raccontata ci dice che: 
"Odino aveva due fratelli. Uno si chiamava Vé, e l'altro Vili. Loro governavano i regni quando lui non c'era.
Una volta, mentre Odino era in viaggio, stette via talmente a lungo che gli Asi credettero che non avrebbe mai fatto ritorno. 
Quindi i due fratelli cominciarono a contendersi e cercare di dividersi la sua eredità; ma sua moglie Frigg veniva condivisa da entrambi. 
Comunque, poco tempo dopo, Odino fece ritorno e riprese possesso di sua moglie."
Una storia simile si trova nel poema Lokasenna, dove Loki insulta Frigg di infedeltà, e di aver tradito Odino con i suoi fratelli:
"Chetati Frigg, figlia di Fjǫrgynn:

Tu che non sei mai impazzita per gli uomini.

Vili, Ve ed il tuo coniuge Vithrir [Vithrir = Odino]

Hanno assaggiato tutti il tuo seno"
"Hush thee, Frigg, who art Fjǫrgynn's daughter:

Thou hast ever been mad after men.

Vili and Ve, thou, Vithrirs spouse, [Vithrir=Odino]

Didst fold to thy bosom both."
Scuole di pensiero più moderne, come quella di Lee Hollander, spiegano che il  Lokasenna era inteso come un testo ironico e che le accuse lanciate da Loki nel poema non vanno necessariamente considerate come “tradizioni generalmente accettate” nel momento in cui il poema fu composto.

## Dea delle coppie
Il venerdì era anticamente il giorno consacrato sia alla dea Frigg sia alla celebrazione dei matrimoni e all'unione feconda della coppia di sposi. Quindi uno dei compiti peculiari della divinità, consisteva nell'assistere le coppie, aiutando le donne sterili e quelle ancora aliene agli atti di amore.
Oltre a ciò, secondo la tradizione, la dea assisteva le partorienti, cercando di limitarne i dolori e le sofferenze.

## Somiglianze tra Frigg e Freyja

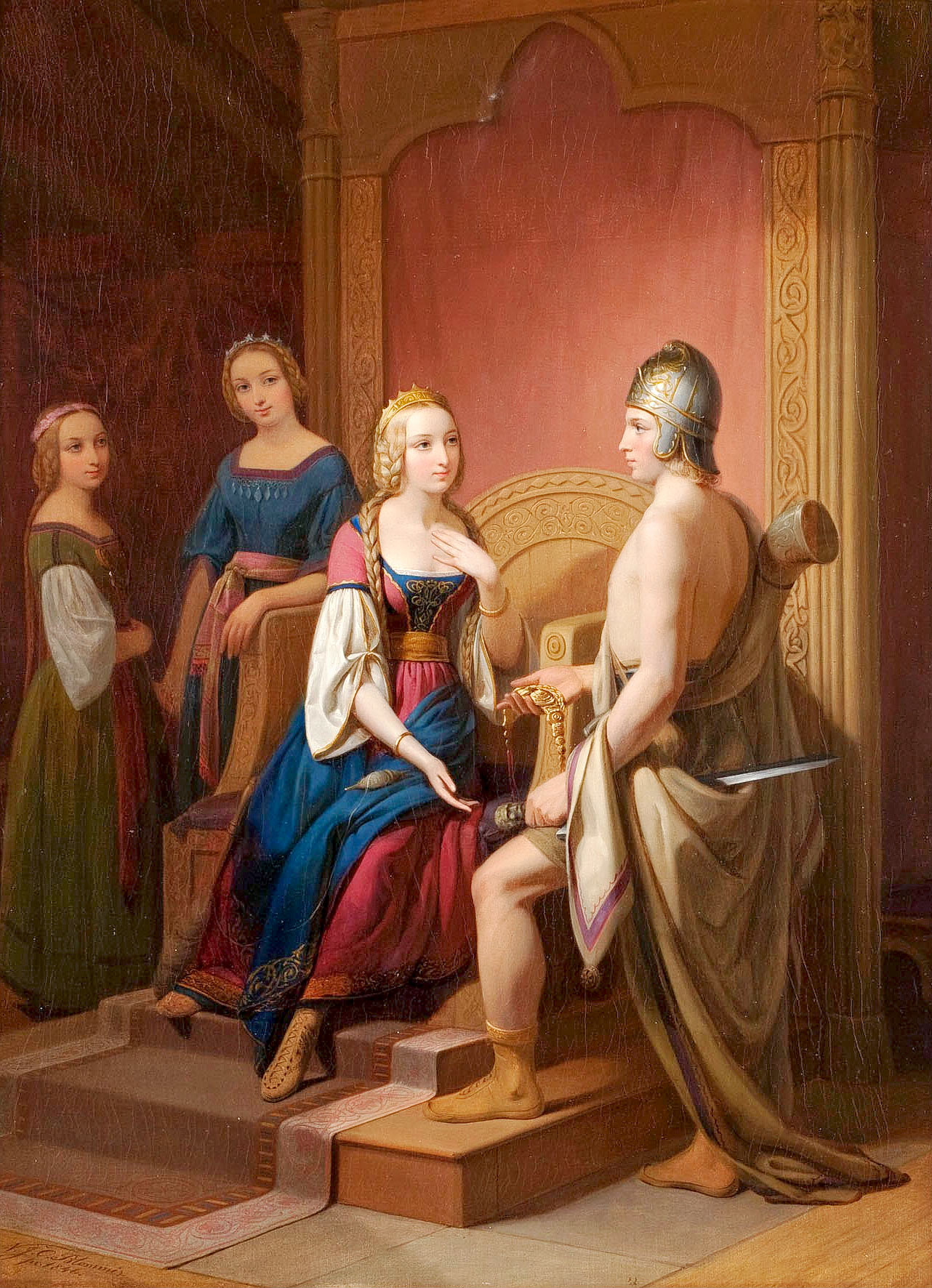
Heimdallr riporta Brísingamen a Freyja. Dipinto di Nils Blommér (1845)

Frigg è la prima fra le dee Asi, così come Freyja è la prima fra le dee Vanir. 
Ci sono molte scuole di pensiero che affermano, con varie argomentazioni, che Frigg e Freyja possano essere effettivamente la stessa divinità. Alcuni studi sono basati su analisi linguistiche, altre sul fatto che Freyja non era conosciuta nella Germania del sud, ma solo a nord; in alcuni paesi dell'estremo settentrione, le due dee erano considerate la stessa divinità, mentre in altri erano invece considerate due entità differenti. 
Ci sono molte somiglianze fra le due: entrambe, per esempio, posseggono mantelli in grado di farle volare fatti di piume di falco ed usati solamente per i viaggi, Frigg è sposa di Óðinn, mentre Freyja è sposa di Óðr, entrambe posseggono collane magiche, ed entrambe hanno una personificazione della Terra come genitore, entrambe venivano invocate per proteggere le partorienti, e così via… 
Storicamente, la dea Frigg è un doppione della dea Freyja, essendo entrambe le figura sviluppatesi da un archetipo comune (la *Frigja protogermanica), di cui due esiti diversi sarebbero giunti in Scandinavia in tempi diversi, dando vita a due figure distinte, anche se in buona parte sovrapponibili.
In effetti, mentre il padre di Frigg è Fjörgynn, non si hanno informazioni sulla madre, a differenza di Freyja, figlia di Njörðr e Nerthus.